# Енріке Відальє
Енріке Відальє (ісп. Enrique Vidallé, нар. 7 травня 1952, Буенос-Айрес) — аргентинський футболіст, що грав на позиції воротаря за низку аргентинських команди, а також національну збірну Аргентини.
Триразовий чемпіон Аргентини. Володар Кубка Лібертадорес. 

## Клубна кар'єра
Народився 7 травня 1952 року в Буенос-Айресі. Вихованець футбольної школи місцевого «Бока Хуніорс». З 1972 року почав залучатися до складу  основної команди клубу. Спочатку був резервістом досвідченого Антоніо Роми, а 1975 року став основним голкіпером «Боки». Утім керівництво клубу у бажанні підсилити воротарську позицію придбало Уго Гатті, тож Відальє вирішив за краще змінити команду.
Відігравши протягом 1975–1977 років у чилійському «Палестіно», повернувся на батьківщину, де протягом трьох років захищав ворота команди «Хімнасія і Есгріма», після чого приєднався до «Естудьянтес» (Ла-Плата). 
Згодом протягом 1982–1983 років захищав кольори «Уракана», у складі якого в турнірі Метрополітано 1982 року уперше став чемпіоном Аргентини.
1984 року досвідчений голкіпер перейшов до клубу «Архентінос Хуніорс», в якому виступав до завершення кар'єри у 1988 році. За цей період ще двічі вигравав аргентинську футбольну першість, у турнірах Метрополітано 1984 року і Насьйональ 1985 року, а також допоміг команді здобути 1985 року Кубок Лібертадорес. Зокрема у вирішальній грі змагання проти колумбійської «Америка Калі» відбив два пенальті у післяматчевій серії.

## Виступи за збірні
1971 року провів 7 ігор у складі олімпійської збірної Аргентини, яка того року стала переможцем футбольного турніру на Панамериканських іграх.
Протягом 1979 року провів 6 матчів у складі національної збірної Аргентини. Брав участь у тогорічном розіграші Кубка Америки.

## Титули і досягнення
- Переможець Панамериканських ігор: 1971
- Чемпіон Аргентини (3):

«Уракан»: Метрополітано 1982
«Архентінос Хуніорс»: Метрополітано 1984, Насьйональ 1985
- Володар Кубка Лібертадорес (1):

«Архентінос Хуніорс»: 1985